# Carsten Fischer
Carsten „Calle“ Fischer (ur. 29 sierpnia 1961 w Duisburgu) – niemiecki hokeista na trawie, trzykrotny medalista olimpijski.
Urodził się w RFN i do zjednoczenia Niemiec reprezentował barwy tego kraju. Brał udział w czterech igrzyskach (IO 84, IO 88, IO 92, IO 96), na trzech zdobywał medale. W barwach RFN dwa srebrne, a w 1992 – po zjednoczeniu – złoto. Startował również na igrzyskach w Atlancie (czwarte miejsce). Łącznie rozegrał w kadrze 259 spotkań i strzelił 154 bramki, z czego 16 na igrzyskach olimpijskich.